# Be Quick or Be Dead
Be Quick or Be Dead – singel brytyjskiej heavymetalowej grupy Iron Maiden wydany w 1992 r. Jest pierwszym singlem promującym album Fear of the Dark.
Tematem tytułowej piosenki są pieniądze oraz szemrane interesy, robione przez nieuczciwych urzędników, niezainteresowanych losem tych, których doprowadzili do ruiny swoimi oszustwami. Według piosenki trzeba być szybkim i sprytnym („be quick”), jeżeli nie ma się innego wyboru niż pracować z rzeczonymi oszustami. W przeciwnym wypadku można stać się martwym („be dead”), niekoniecznie w sensie fizycznym, ale co najmniej finansowym.
Utwór znalazł się na dwóch albumach koncertowych – A Real Live One i Live at Donington – oraz kompilacjach Best of the Beast, Ed Hunter i The Essential Iron Maiden.
Pierwszy utwór strony B płyty – „Nodding Donkey Blues” – jest, jak sama nazwa wskazuje, piosenką bluesmetalową. Jest to jedna z piosenek-żartów w wykonaniu Iron Maiden; w podobnym stylu co „The Sheriff of Huddersfield” czy „Black Bart Blues”. Opowiada ona o spotkanej gdzieś w barze nadzwyczaj tęgiej kobiecie, opisując szczegółowo wszystkie jej atrybuty. Tytuł utworu pochodzi od pseudonimu Iron Maiden („The Nodding Donkeys”), który przybierali podczas występów w pubach w czasie przygotowań do trasy koncertowej. Nie zostało ustalone, kto w piosence gra na fortepianie.
Utwór „Space Station No. 5” to cover piosenki zespołu Montrose, wydanej w 1973 na albumie Montrose. Interesujące jest zakończenie piosenki, kiedy to Bruce Dickinson naśladuje komentatora jakiegoś wyścigu:
”And at the finish it's prick followed by the wanker followed by cunt with arsehole finishing a close fourth!„
Ostatnia ścieżka – „Bayswater Ain't a Bad Place to Be” – to zabawny, lecz dość wulgarny monolog Bruce’a Dickinsona, który naśladuje Roda Smallwooda.
Okładka singla przedstawia Eddiego duszącego pewnego mężczyznę na tle kolażu z gazetowych nagłówków. Przypuszcza się, że ów mężczyzna to Robert Maxwell – magnat prasowy zamieszany niegdyś w aferę finansową. Autorem okładki jest Derek Riggs.

## Lista utworów
1. „Be Quick or Be Dead” (Bruce Dickinson, Janick Gers) – 3:25
2. „Nodding Donkey Blues” (Iron Maiden) – 3:18
3. „Space Station No. 5” (Ronnie Montrose, Sammy Hagar) – 3:47
4. „Bayswater Ain't a Bad Place to Be” (Dickinson, Gers) – 8:05 (tylko wydanie brytyjskie)

## Twórcy
- Bruce Dickinson – śpiew
- Dave Murray – gitara
- Janick Gers – gitara, śpiew (w tle)
- Steve Harris – gitara basowa, śpiew (w tle)
- Nicko McBrain – perkusja